# Парижская конференция 1904 года
Пари́жская конфере́нция 1904 го́да — совместная конференция революционных и оппозиционных партий России в сентябре — октябре 1904 года в Париже.
Созвана по инициативе финского революционера Конни Циллиакуса с целью выработки совместного плана борьбы против русского самодержавия.

## Организаторы и участники конференции
Организаторами конференции были лидер финской Партии активного сопротивления Конни Циллиакус и японский полковник Мотодзиро Акаси. Как впоследствии писал участник конференции Милюков: «Деньги, которые были нужны для пораженческих мероприятий, были получены Циллиакусом, целиком или отчасти, через японского полковника Акаши, с определённой целью закупить оружие для поднятия восстаний в Петербурге и на Кавказе, — и Азеф должен был быть об этом осведомлен».
План созыва объединённой конференции был разработан ими в начале 1904 г. Финансирование мероприятия осуществлялось на деньги японского Генерального штаба через посредство Циллиакуса. В течение весны и лета 1904 г. Циллиакус провёл серию переговоров с лидерами основных революционных и оппозиционных партий России. Циллиакус встречался с Г. В. Плехановым, Л. Г. Дейчем, Н. В. Чайковским, Ф. В. Волховским, Р. Дмовским, Ю. Пилсудским и другими деятелями, обещая им финансовую поддержку в деле совместной борьбы с самодержавием. В результате было достигнуто соглашение о проведении совместной конференции для выработки общего плана борьбы.
Конференция началась 17 (30) сентября 1904 года в Париже и продолжалась 9 дней. В качестве участников на конференцию прибыли:
- От Партии социалистов-революционеров — В. М. Чернов, М. А. Натансон и Е. Ф. Азеф.
- От «Союза освобождения» — П. Н. Милюков, П. Б. Струве, П. Д. Долгоруков и В. Я. Яковлев-Богучарский.
- От финской Партии активного сопротивления — Конни Циллиакус.
- От Польской социалистической партии (ППС) — Юзеф Пилсудский.
- От польской «Лиги народовой» — Роман Дмовский.
- От грузинской партии социалистов-федералистов — Георгий Деканозов.
- Представители от Латвийской социал-демократической рабочей партии.
- Представители от Белорусской социалистической громады.

Представители Российской социал-демократической рабочей партии (РСДРП), давшие предварительное согласие на участие в конференции, в последний момент отказались от своего участия. Ряд источников указывает, что причиной отказа стала полученная социал-демократами информация о японских источниках финансирования конференции. По свидетельству Ю. О. Мартова, Г. В. Плеханов заявил Циллиакусу, что «социал-демократия намерена сохранить полную независимость по отношению к военным противникам царского правительства». Представители «Союза освобождения» узнали о японских деньгах значительно позже.

## Ход и резолюция конференции
В ходе конференции обсуждались вопросы, касающиеся целей и методов совместной борьбы.
Было решено, что ни одна из участвующих партий не будет вносить изменений в свою политическую программу. Мысль о сближении партийных программ, выдвинутая М. А. Натансоном, была отвергнута другими участниками конференции. Задача сводилась к тому, чтобы найти общие цели, входящие в программу каждой из партий.
В качестве основной цели борьбы было единодушно признано уничтожение самодержавного строя. По другим вопросам возник ряд разногласий. Представители польских партий настаивали на включении в число общих целей восстановления независимости Польши. Это встретило возражения со стороны делегатов от «Союза освобождения». В итоге было решено остановиться на требовании национального самоопределения без указания формы будущего национального устройства. Другим спорным вопросом стал вопрос о всеобщем избирательном праве. Этот пункт встретил возражения со стороны либеральных партий — «Союза освобождения» и «Лиги народовой». После дебатов было решено включить этот пункт в резолюцию конференции. Без особых возражений прошли два других вопроса — об осуждении насильственно-русификаторской политики внутри России и агрессивно-захватнической политики вовне. Последнее положение имело в виду продолжавшуюся Русско-японскую войну и было главной целью тайных организаторов конференции.
Итоговый текст резолюции, составленный П. Н. Милюковым, включал в себя три общих положения:
- Уничтожение самодержавия; отмена всех мер, нарушивших конституционные права Финляндии.
- Замена самодержавного строя свободным демократическим режимом на основе всеобщей подачи голосов.
- Право национального самоопределения; гарантированная законами свобода национального развития для всех народностей; устранение насилия со стороны русского правительства по отношению к отдельным нациям[6].

Текст резолюции конференции был опубликован печатными органами всех собравшихся партий в один и тот же день в середине ноября 1904 года, что произвело большое впечатление на общество.

## Тактические соглашения и итоги
Помимо общих целей, на конференции обсуждались также общие методы борьбы.
Как следует из секретного доклада полковника М. Акаси, было решено, что каждая из партий будет действовать своими, свойственными ей методами борьбы. Предполагалось, что либералы из «Союза освобождения» будут действовать легальными методами — через печать и земские собрания. С возобновлением земских собраний на них будут выдвигаться громкие требования немедленного введения конституции и амнистии политических заключённых. Будут проводиться банкетные компании и студенческие демонстрации и подаваться петиции от разных сословий на имя императора с требованием политической свободы.
Со своей стороны, революционные партии будут использовать более радикальные методы, такие как организация студенческих беспорядков, крестьянских волнений и демонстраций рабочих фабрик и заводов. Самые крайние партии оставляют за собой право и на вооружённые методы борьбы, начиная от единичного и массового террора и кончая попытками вооружённых восстаний с применением всех видов оружия. Если какая-то из партий совершит террористический акт, то другие должны приурочить к этому событию свои выступления в печати с выдвижением политических требований.
Наконец, все без исключения партии должны устно и через печать агитировать против продолжения непопулярной войны, предрекать поражения русской армии и флота и винить в военных неудачах царя и его правительство.
Российский Департамент полиции получал подробные сведения о решениях конференции через своего агента Е. Ф. Азефа, который исполнял на конференции должность секретаря. В 1909 году, выступая в Государственной думе с речью по делу Азефа, премьер-министр П. А. Столыпин приводил этот факт в качестве одной из его заслуг. «Он сообщает, например, — говорил Столыпин, — о конгрессе революционеров в Париже, решившем собрать в Париже конференцию всех революционных и оппозиционных партий. Эта конференция состоялась между 17 и 24 сентября, и, согласно донесению Азефа, на ней были: от революционеров — он и Чернов, а от конституционалистов — Петр Струве, Богучарский, кн. Долгоруков и Павел Милюков. (Голоса в центре: Хорошее знакомство, хороши приятели! Смех.)».
Решения Парижской конференции в значительной мере предопределили события Первой русской революции 1905—1907 годов.
Логическим продолжением Парижской конференции стала Женевская конференция российских революционных партий, состоявшаяся в апреле 1905 года.